# Alexandru Zaharescu
Alexandru Zaharescu (n. 4 iunie 1961, Codlea, Brașov, România) este un matematician român. Este profesor la Departamentul de Matematică, Universitatea Illinois din Urbana–Champaign, și cercetător principal la Institutul de Matematică „Simion Stoilow” al Academiei Române. Deține două doctorate în matematică, unul la Universitatea din București în 1991 sub conducerea lui Nicolae Popescu, celălalt la Universitatea Princeton în 1995 sub conducerea lui Peter Sarnak⁠(d). Zaharescu are numeroase publicații în reviste de mare prestigiu, dintr-un total de peste 300. Aproape toate studiile sale au ca temă teoria numerelor.

## Biografie
Zaharescu s-a născut pe 4 iunie 1961 în Codlea, România. A absolvit liceul la Codlea în 1980, iar Universitatea din București în 1986. S-a alăturat Institutului de Matematică „Simion Stoilow” al Academiei Române în 1989, iar în 1991 a obținut titlul de doctor la Universitatea din București.

## Carieră
Zaharescu a primit cel de-al doilea doctorat la Universitatea Princeton în 1995. După aceea, a ocupat funcții temporare la Institutul de Tehnologie din Massachusetts, Universitatea McGill, Institutul pentru Studii Avansate, înainte de a se angaja la Universitatea din Illinois în 2000.

## Distincții
Zaharescu a fost ales membru al conducerii Societății Americane de Matematică în 2017, pentru contribuțiile la teoria analitică a numerelor.  O conferință cu ocazia împlinirii vârstei de 60 de ani a avut loc în iunie 2021 la Institutul de Matematică al Academiei Române. 
La 20 martie 2024 a fost ales membru de onoare al Academiei Române.